# Tmesisternus toxopei
Tmesisternus toxopei là một loài bọ cánh cứng trong họ Cerambycidae.